# Mordellistena nigrofasciata
Mordellistena nigrofasciata is een keversoort uit de familie spartelkevers (Mordellidae). De wetenschappelijke naam van de soort is voor het eerst geldig gepubliceerd in 1935 door Chûjô.